# Sarah Schneider
Sarah Schneider (Summit, 10 settembre 1983) è un'autrice televisiva, comica, attrice, sceneggiatrice e produttrice televisiva statunitense.

## Biografia
Cresciuta nella contea di Hunterdon, nel New Jersey, Sarah Schneider si è diplomata alla North Hunterdon High School nel 2001. Successivamente, ha frequentato la Wake Forest University. Nel 2005, un suo amico la raccomandò all'imprenditore Ricky Van Veen, co-fondatore di CollegeHumor, che l'assunse come scrittrice freelance per lavorare al libro The CollegeHumor Guide To College. Nel 2009 ha recitato nella serie The CollegeHumor Show. Nel 2010 ha iniziato a lavorare come autrice per il Saturday Night Live. Nel 2017 ha valorato alla sceneggiatura della serie Netflix Master of None. Dal 2019 è sceneggiatrice, produttrice e occasionalmente regista di The Other Two.

### Vita privata
Sarah Schneider ha sposato nel 2018 a Chestertown l'autore del Late Night with Seth Meyers Mike Karnell. Tra gli ospiti c'erano Seth Meyers, Kate McKinnon, Samira Wiley e Lauren Morelli. 

## Filmografia

### Sceneggiatrice
- CollegeHumor Originals - serie TV - serie TV, 17 episodi (2007-2011)
- Hardly Working - serie TV, episodio 2x08 (2008)
- The CollegeHumor Show - serie TV, episodio 1x04 (2009)
- Full Benefits - serie TV (2010)
- Saturday Night Live - programma TV, 75 episodi (2010-2020)
- The Assistant - serie TV, 4 episodi (2012)
- Saturday Night Live: Weekend Update Thursday - programma TV, 5 episodi (2012-2017)
- Saturday Night Live: Best of This Season, regia di Don Roy King - speciale TV (2014)
- Saturday Night Live: 40th Anniversary Special, regia di Don Roy King - speciale TV (2015)
- Master of None - serie TV, episodio 2x04 (2017)
- The Other Two - serie TV, 30 episodi (2019-2023)

### Attrice

#### Televisione
- Street Fighter: The Later Years - serie TV, episodio 1x03 (2006)
- Jake and Amir - serie TV, 26 episodi (2007-2015)
- CollegeHumor Originals - serie TV, 52 episodi (2006-2013)
- Hardly Working - serie TV, 17 episodi (2007-2012)
- The CollegeHumor Show - serie TV, 6 episodi (2009)
- Full Benefits - serie TV, 11 episodi (2010-2011)
- Dorkly Originals - serie TV, 2 episodi (2011)
- Saturday Night Live - programma TV, episodio 37x06 (2011)

#### Cortometraggi
- Darby Forever, regia di Oz Rodriguez (2016)

### Produttrice
- Saturday Night Live Christmas Special - programma TV, 1 episodio (1999)
- Master of None - serie TV, 12 episodi (2015-2017)
- The Other Two - serie TV, 30 episodi (2019-2023)

### Regista
- The Assistant - serie TV, 4 episodi (2012)
- The Other Two - serie TV, 3 episodi (2021-2023)

## Premi e riconoscimenti
- Premio Emmy
  - 2011 - Candidatura alla miglior sceneggiatura per un programma varietà, comico o musicale per Saturday Night Live
  - 2012 - Candidatura alla miglior sceneggiatura per un varietà per Saturday Night Live
  - 2013 - Candidatura alla miglior sceneggiatura per un varietà per Saturday Night Live
  - 2013 - Candidatura alla miglior sceneggiatura per uno speciale varietà per Saturday Night Live: Weekend Update Thursday
  - 2014 - Candidatura alla miglior canzone per Home for the Holidays (Saturday Night Live)
  - 2015 - Candidatura alla miglior sceneggiatura per uno speciale varietà per Saturday Night Live: 40th Anniversary Special
  - 2016 - Candidatura alla miglior sceneggiatura per un varietà per Saturday Night Live
  - 2017 - Candidatura alla miglior sceneggiatura per un varietà per Saturday Night Live
  - 2023 - Candidatura alla miglior sceneggiatura per una serie commedia per The Other Two
  - 2024 - Candidatura alla miglior sceneggiatura per una serie commedia per The Other Two